# Morpho viridifasciata
Morpho viridifasciata är en fjärilsart som beskrevs av Friedrich Wilhelm Niepelt 1926. Morpho viridifasciata ingår i släktet Morpho och familjen praktfjärilar. Inga underarter finns listade i Catalogue of Life.